# Босиљак (часопис)
Босиљак је био први хрватски часопис за младе. Издавач му је био Иван Филиповић, а после га је откупио Лавослав Хартман (од 3. године издања). Издавао се од 10. октобра 1864. до 15. децембра 1868. године. Био је први часопис те врсте у Хрватској.